# アイル・ビー・バック
「アイル・ビー・バック」（I'll Be Back）は、ビートルズの楽曲である。イギリスでは1964年に発売された3作目のイギリス盤公式オリジナル・アルバム『ハード・デイズ・ナイト』、アメリカでは同年12月に発売されたキャピトル編集盤『Beatles '65』に収録された。レノン＝マッカートニー名義となっているが、実質的にはジョン・レノンによって書かれた楽曲。

## 背景・曲の構成
音楽評論家のイアン・マクドナルドによると、レノンがデル・シャノンが1961年4月に発表した「悲しき街角」のコードを参考にして本作を作曲したとのこと。レノンも1980年の『プレイボーイ』誌のインタビューで「デル・シャノンの歌のコードを参考にした」と語っている。
フラメンコ調のアコースティック・ギターと感情の複雑さを表した歌詞が特徴となっている。曲はヴァースと2つのブリッジで構成され、コーラスが存在しない。
プロデューサーのジョージ・マーティンは、ビートルズのアルバムのオープニング・ナンバーとクロージング・ナンバーには「優位性がある」と判断した楽曲を使うことを好んでいた。しかし、音楽評論家のイアン・マクドナルドは「『ハード・デイズ・ナイト』の最後に音色が曖昧になっていくこの曲は、驚くほど穏やかな別れの曲で、これから成熟していくことを示している」と指摘している。音楽ジャーナリストのロバート・サンダールは、『モジョ』誌で「最も予言的だった初期のビートルズの楽曲。陰と陽で彩るアレンジは、『ラバー・ソウル』での内なる旅を予感させた」と述べている。

## レコーディング
「アイル・ビー・バック」は、1964年6月1日にEMIレコーディング・スタジオでレコーディングされた。16テイクのうち、最初の9テイクでリズムトラックが作成され、残りの7テイクでリード・ボーカルとハーモニー・ボーカル、アコースティック・ギターがオーバー・ダビングされた。
当初は6/8拍子で演奏されており、1995年に発売された『ザ・ビートルズ・アンソロジー1』には初期の2テイクが収録された。

## クレジット
※出典
- ジョン・レノン - ダブルトラックのボーカル、アコースティック・ギター（リズムギター）
- ポール・マッカートニー - ハーモニー・ボーカル、ベース
- ジョージ・ハリスン - ハーモニー・ボーカル[3]、クラシック・ギター、アコースティック・ギター
- リンゴ・スター - ドラム

## カバー・バージョン
- バッキンガムズ - 1967年に発売されたアルバム『Time & Charges』に収録[11]。『ビルボード』誌が発表したフィリピンの音楽チャートで第1位を獲得した[12]。
- クリフ・リチャード - 1967年に発売されたアルバム『Don't Stop Me Now!』に収録[13]。
- ロジャー・ニコルズ&ザ・スモール・サークル・オブ・フレンズ - 1968年に発売されたアルバム『Roger Nichols & The Small Circle of Friends』に収録[14]。
- ウェス・モンゴメリー - 1968年に発売されたアルバム『Road Song』に収録[15]。
- ハーブ・アルパート&ザ・ティファナ・ブラス - 1969年に発売されたアルバム『The Brass Are Comin'』に収録[16]。
- ゴールデン・イヤリング - 1995年に発売されたアルバム『Love Sweat』に収録[17]。
- ショーン・コルヴィン - 2004年に発売されたアルバム『Polaroids: A Greatest Hits Collection』に収録[18]。
- ジョニー・リヴァース（英語版） - 2004年に発売されたアルバム『Reinvention Highway』に収録[19]。
- UB40 - 2008年に発売されたアルバム『TwentyFourSeven』に収録。レゲエ調にアレンジされた[20]。
- モナリザ・ツインズ - 2015年にカバー演奏する動画を公開[21]。2018年に発売されたカバー・アルバム『Monalisa Twins Play Beatles & More, Vol. 2』で初音源化となった。